# コンなパニック
『コンなパニック』は、あさぎり夕による日本の漫画作品。
『なかよし』（講談社）にて1991年1月号から1992年11月号まで連載された。

## 概要
内気で人見知りな中学二年生、如月まいには秘密があった。それは興奮するとキツネの耳や尻尾が生えてしまうということ。大好きな卓巳くんに近づきたいけど秘密がバレたら困るしどうしよう。他にも変身できる人間が現れて、まいの日常はてんやわんや。そんな「コンなパニック」なラブコメディ。

## 書誌情報
- コンなパニック 1 ISBN 4-06-178693-8 初版発行日1991.8.6
- コンなパニック 2 ISBN 4-06-178704-7 初版発行日1991.12.6
- コンなパニック 3 ISBN 4-06-178716-0 初版発行日1992.5.6
- コンなパニック 4 ISBN 4-06-178730-6 初版発行日1992.10.6
- コンなパニック 5 ISBN 4-06-178761-6 初版発行日1994.9.6
  - 約束のウエディング・ベル(なかよし1993年4月号)

## 関連商品

### あさぎり夕オリジナルアルバム コンなパニック
1992年10月21日にポニーキャニオンより発売。PCCG-00198

#### 収録曲
1. あしたはちがうわたしになぁれ！ [4:33]
作詞：松本花奈、作曲・編曲：新井理生
ヴォーカル：河合夕子
2. 秘密がいっぱい [3:35]
作曲・編曲：新井理生
3. 贈り物 [4:38]
作詞：松本花奈、作曲・編曲：新井理生
ヴォーカル：河合夕子
4. For You —乱のテーマ— [4:30]
作曲・編曲：羽毛田丈史
5. 君を守りたい [4:31]
作詞：松葉美保、作曲・編曲：新井理生
ヴォーカル：松尾清憲
6. Harmony [4:46]
作曲・編曲：羽毛田丈史
7. いつの日にか… [3:24]
作詞：松本花奈、作曲・編曲：新井理生
ヴォーカル：河合夕子
8. あこがれ [3:58]
作曲・編曲：羽毛田丈史
9. TOSHIGORO [4:57]
作詞：松本花奈、作曲・編曲：新井理生
ヴォーカル：河合夕子
10. BELIEVE [4:27]
作詞：松葉美保、作曲・編曲：羽毛田丈史
ヴォーカル：河合夕子